# Un'adorabile infedele
Un'adorabile infedele (Unfaithfully Yours) è un film commedia statunitense del 1984, diretto da Howard Zieff e con protagonisti Dudley Moore, Nastassja Kinski ed Armand Assante.
È il remake di Infedelmente tua (Unfaithfully Yours), film del 1948 diretto da Preston Sturges e con protagonisti Rex Harrison e Linda Darnell.

## Trama
Claude Eastman è il direttore di una prestigiosa orchestra che si è da poco sposato con la bella Daniella, una donna molto più giovane. Mentre è in tournée, chiede di tenere d'occhio la moglie al suo maggiordomo, che però fraintende ed ingaggia un detective privato per pedinarla. Mentre Claude è in viaggio, Daniella lascia la casa ad un'amica, che si incontra col suo amante Max, attraente violinista e amico di Claude.
Al suo ritorno, Claude viene informato dal detective privato che nella sua casa sono avvenuti degli incontri clandestini; Claude si convince così che la moglie lo tradisca e per questo programma un complicatissimo piano per uccidere Daniella e far ricadere la colpa su Max. Naturalmente niente andrà come previsto, ma le cose si chiariranno: nessuno verrà ucciso e i due coniugi continueranno ad amarsi.